# 부킹 쏘나타
"부킹 쏘나타"는 한국에서 제작된 김봉은 감독의 2001년 영화이다. 이성건 등이 주연으로 출연하였고 이영만 등이 제작에 참여하였다.

## 출연

### 주연
- 이성건
- 엄춘배
- 이영아
- 윤혜진

## 기타
- 원작자: 이성훈
- 조명: 김선구
- 미술: 기영수
- 분장: 강윤주
- 무술감독: 유동주
- 무술감독: 김학성